# Dagmara Jajeśniak-Quast
Dagmara Jajeśniak-Quast (* 1972 in Kraków) ist eine polnische Wirtschaftshistorikerin.

## Leben
Von 1992 bis 1998 studierte sie Betriebswirtschaftslehre an der EUV. Nach der Promotion 2005 an der Europa-Universität Viadrina (EUV) und der Habilitation 2013 an der Universität Siegen (Venia legendi: Europäische Geschichte mit Schwerpunkt Wirtschaftsgeschichte) ist sie seit 2014 Universitätsprofessorin für Interdisziplinäre Polenstudien an der Europa-Universität Viadrina.
Ihre Forschungsschwerpunkte sind Arbeitsmigration vom 19.–21. Jahrhundert und Arbeitnehmerfreizügigkeit in Europa, Wirtschafts- und Sozialgeschichte Ostmitteleuropas (vor allem seit dem Ersten Weltkrieg), ostmitteleuropäische Grenzregionen, sozialistische Transformation / sozialistische Industrialisierung, Wirtschaftsnationalismus in Ostmitteleuropa, europäische Technik- und Technologiegeschichte, wirtschaftliche Integrationsprozesse Ostmitteleuropas und deutsch-polnische Beziehungen.

## Schriften
- mit Christina Elschner, Stephan Kudert: Interdisciplinary Polish Studies / Unternehmensbesteuerung in Ostmitteleuropa. Bestandsaufnahme, Entwicklungen und praktische Fragen nach 10 Jahren EU-Osterweiterung. neopubli, 2. Auflage, Berlin 2016.
- Stahlgiganten in der sozialistischen Transformation. Nowa Huta in Krakau, EKO in Eisenhüttenstadt und Kunčice in Ostrava. Harrassowitz, Wiesbaden 2005.
- mit Katarzyna Stokłosa: Geteilte Städte an Oder und Neiße. Frankfurt (Oder) – Słubice, Guben – Gubin und Görlitz – Zgorzelec 1945–1995. Spitz, Berlin 2000.